# Winds of Chance (film)
Winds of Chance is een Amerikaanse avonturenfilm uit 1925 onder regie van Frank Lloyd. Het scenario is gebaseerd op de gelijknamige roman uit 1918 van de Amerikaanse auteur Rex Beach. Destijds werd de film in Nederland uitgebracht onder de titel Het wisselend noodlot.

## Verhaal
Tijdens de goudkoorts verliest Pierce Phillips in Alaska al zijn bezittingen bij het gokken. Hij vindt werk als koerier voor gravin Courteau. Er ontstaat een romance tussen hen beiden. Wanneer ze later toegeeft dat ze al een relatie heeft, keert Pierce terug naar Dawson. Hij wordt opgepakt voor het bestelen van graaf Courteau, maar de gravin pleit hem vrij. Als de graaf vermoord wordt, valt de verdenking alweer op Pierce.

## Rolverdeling
| Acteur              | Personage       |
| ------------------- | --------------- |
| Anna Q. Nilsson     | Gavin Courteau  |
| Ben Lyon            | Pierce Phillips |
| Viola Dana          | Rouletta Kirby  |
| Hobart Bosworth     | Sam Kirby       |
| Victor McLaglen     | Poleon Doret    |
| Dorothy Sebastian   | Laura           |
| Claude Gillingwater | Tom Linton      |
| Charles Crockett    | Jerry           |
| Larry Fisher        | Frank McCaskey  |
| Fred Kohler         | Joe McCaskey    |
| Wade Boteler        | Jack Courteau   |
| Philo McCullough    | Graaf Courteau  |
| John T. Murray      | Lucky Broad     |
| Fred Warren         | Kid Bridges     |
| George Nichols      | Voorzitter      |
| Tom London          | Sergeant Rock   |
| J. Gunnis Davis     | Danny Royal     |
| William Conklin     | Inspecteur      |
| Jack W. Johnston    | Bereden politie |
| Anna M. Wilson      | Danseres        |
| Frederick Sullivan  | Morris Best     |
| C.E. Anderson       | Fred Miller     |
| Barney Furey        | Korporaal       |
| James O'Malley      | Bereden politie |